# گلداتسی
گلداتسی (به بلغاری: Gledatsi) یک منطقهٔ مسکونی در بلغارستان است که در شهرستان گابروو واقع شده‌است.